# Kaddare írás
A kaddare írás az afroázsiai nyelvcsalád kusita ágába tartozó szomáli nyelv átírására készült írás.

## Története
Az írásrendszert 1952-ben találta fel egy szúfi sejk, Husszein Seik Ahmed Kaddare.
Az írásrendszert vizsgáló kutatók egyetértettek abban, hogy ez egy nagyon pontos rendszer a szomáliai nyelv átíráshoz.

## Forma

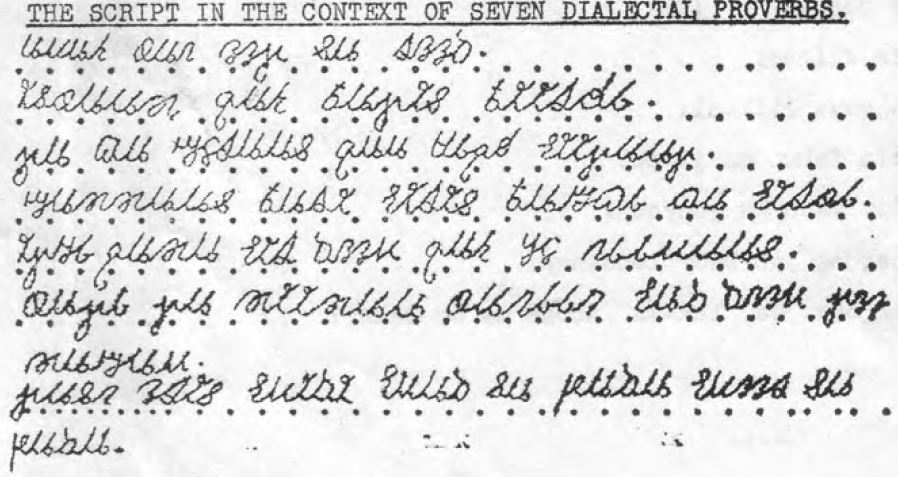
Kaddare kézírás

A kaddare írás nagy- és kisbetűket is használ. Sok betű leírása a toll felemelése nélkül történik.
Az írásrendszer számos betűje hasonlít az Osmanya írás betűihez, míg mások a Bráhmi írás egyes jeleivel mutatnak hasonlóságot.
Mivel a hosszú magánhangzókhoz nincsenek karakterek, a magánhangzót egyszerűen kétszer kell leírni.

## Fordítás
Ez a szócikk részben vagy egészben  a   kaddare script című angol Wikipédia-szócikk ezen változatának fordításán alapul.  Az eredeti cikk szerkesztőit annak laptörténete sorolja fel. Ez a jelzés csupán a megfogalmazás eredetét és a szerzői jogokat jelzi, nem szolgál a cikkben szereplő információk forrásmegjelöléseként.

## További információ
- Laitin, David D.. Politics, Language, and Thought: The Somali Experience. University of Chicago Press, 87. o. (1977). ISBN 0226467910